# Hrabstwo San Benito
Hrabstwo San Benito (ang. San Benito County) – hrabstwo w stanie Kalifornia w Stanach Zjednoczonych. Obszar całkowity hrabstwa obejmuje powierzchnię 1390,73 mil² (3601,97 km²). Według szacunków United States Census Bureau w roku 2009 miało 55 058 mieszkańców.
Hrabstwo powstało w 1874 roku. Na jego terenie znajdują się:
- miejscowości – Hollister, San Juan Bautista,
- CDP – Aromas, Ridgemark, Tres Pinos